# Bubastes barkeri
Bubastes barkeri — вид жуків родини златок (Buprestidae). Описаний у 2020 році.

## Поширення
Ендемік Австралії. Поширений у південно-східній частині (Південна Австралія, Новий Південний Уельс, Вікторія, Квінсленд). Пов'язаний з евкаліптовими лісами.

## Опис
Тіло бронзове з червонуватим блиском, черевна сторона з щільними довгими і розширеними блідими волосками. Передньоспинка дуже опукла і вигнута до голови.